# Installation sanitaire
 (novembre 2017).
Si vous disposez d'ouvrages ou d'articles de référence ou si vous connaissez des sites web de qualité traitant du thème abordé ici, merci de compléter l'article en donnant les références utiles à sa vérifiabilité et en les liant à la section « Notes et références ».
Pour les articles homonymes, voir Installation.

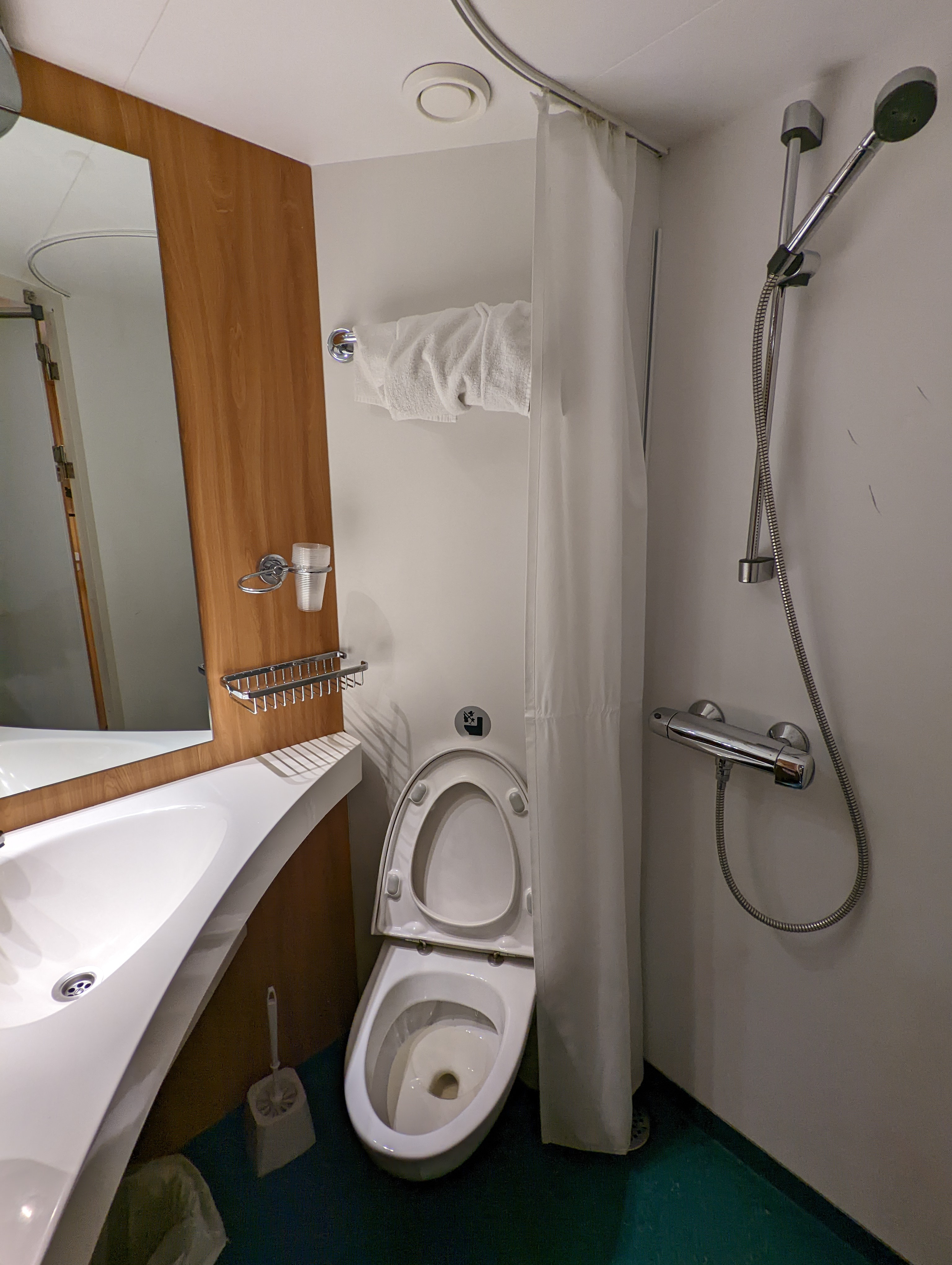
Installation sanitaire dans la cabine d'un bateau, le Baltic Princess.

En architecture et en construction, une installation sanitaire, comprend en plus des appareils sanitaires, les robinetteries, les canalisations, alimentations, évacuations et raccordements nécessaires au bon fonctionnement des sanitaires, et par extension toutes pièces d'eau : salle de bain, salle d'eau, douches, buanderie, cuisine, etc.
C'est l'ensemble des installations d'hygiène d'un édifice ou d'une habitation. Son absence peut engendrer des problèmes d'assainissement et de santé publique dans un milieu donné.
Une partie de l'installation sanitaire est réalisée par les maçons, au moment de la création des fondations, vides ventilés, et caves. C'est le gros œuvre sanitaire : 
Il s'agit des éléments d'égouts enterrés, les canalisations et raccordement à l'égout, les drainages, les éléments de traitement des eaux usées, les citernes à eau de pluie.
Lorsque le bâtiment est fermé, l'installation sanitaire est alors réalisée par le plombier, plus volontiers appelé « installateur sanitaire » du fait que les canalisations ne sont plus en plomb.
L'installation sanitaire se préoccupe également des organes de production d'eau chaude, faisant partie de l'installation de chauffage, aussi le fait du chauffagiste.

## Normes
Des organismes éditent des normes qui conditionnent l'installation sanitaire

### Belgique
Pour la Belgique :
- Belgaqua, Fédération Belge du Secteur de l'Eau[1]
- Le Centre scientifique et technique de la construction

## Enjeux

### Utilisation rationnelle de l'eau
Une installation sanitaire est consommatrice en eau potable, en énergie et rejette des eaux polluées. Dans certaines régions ce sont des préoccupations majeures et l'installation sanitaire doit prendre en compte des critères de bonne gestion des ressources naturelles et de préservation de l'environnement.
2,5 % de consommation totale en eau soit 3 à 6 litres servent à boire ou à cuisiner. Les toilettes à elles seules envoient directement dans les égouts 1⁄3 de l'eau potable.
| %     | Poste                         |
| ----- | ----------------------------- |
| 35 %  | Bains et douches              |
| 35 %  | WC                            |
| 14 %  | Lessives                      |
| 2,5 % | Boire et cuisiner             |
| 6,5 % | Divers (nettoyage, jardin...) |

#### Eau potable
En Belgique
- Les ménages utilisent environ un tiers de la consommation globale d’eau.
- Chaque habitant consomme en moyenne 120 litres d'eau par jour.
- Environ 50  et   80 % (respectivement pour les Régions flamande et wallonne) de l’eau de distribution provient du sous-sol. Dans de nombreuses régions, cette pratique entraîne un abaissement des nappes phréatiques, ce qui a des conséquences néfastes sur les écosystèmes.

#### Coût de l'eau
En BelgiqueEn 2011, le montant de la facture en eau pour la Belgique varie entre 113  et   372 € par an et prend en charge les frais d'entretien de l'infrastructure, la protection des captages, et une partie des dépenses nécessaire à l'épuration.

#### Quelques chiffres
- Une douche d’une durée moyenne de 5 minutes, utilise 50  à   60 litres d’eau, tandis qu'un bain consomme 100  à   110 litres.
- Un robinet qui laisse s’échapper dix gouttes d’eau par minute gaspille environ 2 000 litres par an.
- Un petit filet d’eau qui s’échappe du réservoir des toilettes gaspille jusqu’à 4 litres par quart d’heure, ce qui revient à environ 140 000 litres par an.

#### Récupération de l'eau de pluie
La récupération de l'eau de pluie consiste en la mise en place d'un système pour stocker l'eau pluviale et l'utiliser, par la suite, de manière collective ou individuelle.
Elle nécessite une installation qui peut varier dans sa complexité suivant l'utilisation finale (à but de consommation comestible ou non).

#### Traitement et potabilisation de l'eau
Des systèmes de traitement de l'eau potable existent suivant le type d'affectation : résidentiel, industriel, établissements médicaux, piscines publiques ou privées.

##### Contre l'Entartrage
Pour lutter contre le tartre, les adoucisseurs d'eau sont une solution pour réduire la quantité de calcaire dans l'installation de distribution d'eau potable.

##### Filtre à eau
Filtrage à charbon actif
Filtre à osmose inverse

#### Traitement des eaux usées

##### Eaux vannes et polluée
Plus de la moitié des ménages belges rejettent encore leurs eaux usées directement dans les rivières. Les ménages sont ainsi responsables de 70 à 80 % de la « demande chimique en oxygène » ; ils rejettent également de grandes quantités d’azote et de phosphore dans les cours d’eau.

#### Robinetterie adaptée

##### Pommeau de douche à économie d’eau
- Il existe un système ingénieux de pommeau de douche qui augmente la résistance mécanique dans celui-ci, ce qui diminue le débit de l’eau, tout en maintenant un confort parfait pendant la douche. Avec ce système, il faut prévoir un tuyau plus résistant à la pression. En effet, à la suite de la plus grande résistance mécanique offerte par le pommeau de la douche, la pression augmente dans le tuyau. On recommande généralement un tuyau résistant à une pression de 3 bars.

De plus, tous les chauffe-eau ne sont pas conçus pour la pose d’un tel dispositif. Les chauffe-eau qui disposent en permanence d’une réserve d’eau chaude ne posent aucun problème, mais des problèmes peuvent survenir dans le cas d’appareils où l’eau ne chauffe qu’au moment de la demande, car un certain débit d’eau chaude doit être prélevé pour éviter la surchauffe de l’élément chauffant ; en effet, si le volume est trop faible, le brûleur ne se met pas en marche et il ne sort que de l’eau froide de la douche. Ce débit minimum est appelé débit de seuil. La plupart des appareils de chauffage d’eau qui n’ont pas de réserve permanente d’eau chaude ont un débit de seuil situé entre 1 et 3 l/min, selon la marque et le type d’appareil.

##### Robinet normal
Il s’agit d’un robinet sans limiteur de débit ou autre dispositif similaire.
Le débit d’un robinet dépend du diamètre de la conduite d’eau et de la pression exercée sur ce robinet. À certains endroits (comme par exemple à proximité d’un château d’eau), la pression dans les conduites peut dépasser 4 bars. Vous pouvez malgré tout réduire le débit — et donc la consommation — en plaçant un limiteur de débit ou un mousseur.
Dans les habitations où la pression de l’eau est supérieure à 4 bars, le limiteur de pression est un bon moyen de réduire la consommation, surtout si on l’utilise simultanément avec d’autres systèmes.

##### Robinet à une seule commande (mitigeur)
Le mitigeur est un robinet équipé d’une seule commande qui permet de mélanger eaux chaude et froide, et d’enclencher ou arrêter l’écoulement d’eau. On obtient la température désirée en manœuvrant la commande de gauche à droite. On détermine la quantité d’eau souhaitée en manœuvrant la commande verticalement. On a longtemps pensé que ces robinets étaient plus économiques puisqu'ils étaient plus rapidement réglés à la température voulue. Mais en pratique, il s’avère que ce modèle est plus gourmand, tant en eau qu’en énergie. Deux problèmes apparaissent en effet : vu que la commande est souvent positionnée au milieu, l’eau chaude et l’eau froide sont mélangées, ce qui demande plus d’énergie que réellement nécessaire.
Par ailleurs, l’utilisateur place le plus souvent la commande en position verticale complètement vers le haut, ce qui entraîne l’écoulement d’une plus grande quantité d’eau. Or, cette position n’est nécessaire que dans certains cas, par exemple si l’on veut remplir un seau. Pour épargner de l’eau avec ce système de robinet, il faut donc savoir l’utiliser correctement. On trouve actuellement des robinets munis d’une
commande unique dont le mécanisme de fonctionnement est plus économique, et notamment des modèles qui ne laissent couler que de l’eau froide lorsque la commande est positionnée au centre.

##### Robinet thermostatique
On peut régler au préalable la température de l’eau désirée. On épargne un peu d’eau et d’énergie du fait que la température ne doit pas être réglée manuellement. Les grands avantages de ce type de robinet sont un confort accru et un risque moindre de se brûler. Ce type de robinet convient surtout pour les douches et les baignoires.

##### Robinet à fermeture automatique
Les robinets à fermeture automatique réagissent à la présence des mains en dessous d’eux. D'autres modèles s’arrêtent automatiquement au terme d’une période déterminée. Ces systèmes sont surtout efficaces dans les cas de bâtiments publics mais pas tellement dans les cas d’habitations individuelles.

##### Limiteur de débit
Le limiteur de débit est en général installé à la sortie du robinet, mais peut également être installé dans les tuyaux. Le fonctionnement de ces limiteurs est semblable à celui des pommeaux de douches : un anneau en caoutchouc qui s’enfonce au fur et à mesure que la pression augmente, assurant ainsi un débit constant. En combinant ce système avec un autre type de limiteur à la sortie du robinet, on obtient un fonctionnement idéal pour les rinçages.
Il existe sur le marché divers types de limiteurs de débit pouvant être montés sur le pommeau ou dans le tuyau de douche pour limiter le débit d’eau. On préférera cependant le pommeau de douche économique, car celui-ci offre un confort supérieur. Attention : combiner les deux systèmes n’a aucun sens. L’économie d’eau est marginale, tandis que la perte en confort est réelle. De plus, il faut un temps accru pour que l’eau chauffe. Ce problème est connu comme le problème de débit de seuil.

##### Mousseur
Le mousseur ou l'aérateur pour le Québec, est un système installé à la sortie du robinet, qui permet de mélanger de l’air à l’eau dans le tuyau d’arrivée. Il en résulte un bouillonnement de l’eau qui donne l’impression que le robinet laisse couler un jet d’eau suffisant.

#### Appareils sanitaires adaptés

##### Chasse d'eau économe en eau
| Solution                                  | Consommation (en m3/pers./an) |
| ----------------------------------------- | ----------------------------- |
| réservoir 9 à 12 litres                   | 20 à 26 m3                    |
| réservoir 6 à 9 litres                    | 13 m3                         |
| réservoir 6 à 9 litres double touche      | 8,8 m3                        |
| réservoir 2,5 à 4 litres avec booster     | 6 m3                          |
| Toilettes sèches                          | Moins de 1 m3                 |
| Toilettes à litière biomaîtrisée (ou TLB) | Moins de 1 m3                 |

- La plupart des toilettes sont encore équipées de réservoir de 9  à   12 litres. Les chasses d'eau plus récentes sont plus réduites (6  à   9 litres) et permettent de réduire la consommation d'eau.
- Si le réservoir est muni d’une double touche, on peut sélectionner le volume d’eau consommé : 6 litres pour un grand rinçage, 3 litres pour un petit rinçage. Si le réservoir est muni d’une touche « rinçage/arrêt », on décide de la quantité d’eau utilisée.
- Certaines chasses plus perfectionnées sont munies d’un réservoir de 2,5  à   4 litres et d’un accélérateur de débit (booster) dans les conduites d’évacuation. Le booster permet d’éviter que les canalisations ne se bouchent. Dans ce système, un siphon permet d’évacuer d’un seul coup tout le contenu du réservoir. Pour ce système, en cas d’une rénovation, il faut adapter les tuyaux d’évacuation.

###### Toilette sèche
Les toilettes sèches ne consomment pas d'eau et ne nécessitent pas de raccord à l'égout.
Les toilettes sèches consistent en une cuvette spéciale installée sur un réservoir de compostage dans lequel les excréments sont mis à composter. L’humidité provenant de ceux-ci produit de la vapeur qui est évacuée par un système de ventilation. Une fois par an environ, le compost (quelques seaux) doit être évacué.

###### Toilettes à litière biomaîtrisée (ou TLB)
Les TLB sont des toilettes où l’on ajoute aux selles quotidiennes un substrat organique riche en carbone (sciure de bois, végétaux broyés) afin d’obtenir un mélange semi-solide facile à composter… (consommation moins d'1 m3/pers./an)

##### Vase d'expansion sanitaire
Il sert à amortir l'augmentation de volume d'eau de chauffage. Son volume se calcule fonction du volume total de l'installation et de l'excursion de température prévue dans le système (Tmin. et Tmax.).

##### Réducteurs de pression
Le réducteur de pression (ou limiteur de pression) est installé après le compteur d’eau et réduit la pression dans la conduite d’eau. De ce fait, il réduit également la quantité d’eau qui arrive au robinet. Ce système se justifie surtout lorsque la pression dans les conduites d’eau dépasse 4 bars. Il faut tenir compte du fait qu’une réduction de la pression de 50 % n’entraîne qu’une réduction du débit de 25 %.

##### Prévention des pertes d'eau en cas de fuite
L’installation d’un limiteur de fuites permet de prévenir celles-ci en fermant l’arrivée d’eau en cas de rupture subite d’une conduite d’eau. En cas de perte systématique, par exemple un robinet qui fuit, le système ferme l’arrivée d’eau au bout d’un certain temps. Ce système peut être installé partout : dans une maison d’habitation, un appartement, une école, des bureaux…

### Utilisation rationnelle de l'énergie

#### Coût de l'énergie
La production d'eau chaude est consommatrice en énergie. Le besoin en eau chaude sanitaire ne cesse d'augmenter au regard des besoins en eau chaude pour le chauffage. On estime qu'il faut environ 30 litres d'eau chaude à 45 °C par personne et par jour. Environ 76 % de la consommation d'énergie domestique revient au chauffage, 12 % au chauffage de l'eau (le reste se répartissant entre l'énergie mécanique, l'éclairage…).

#### Utilisation des énergies renouvelables
En complément des énergies fossiles, l’utilisation des énergies renouvelables permet d’importantes économies, assure une stabilité des prix à long terme et contribue à réduire la pollution de l’environnement.

##### Chauffe-eau solaire
- Le chauffe-eau solaire permet de chauffer de 30 à 80 % de l'eau chaude sanitaire, selon la région et le dimensionnement. Pour une famille de 4 personnes (2 adultes et 2 enfants), le placement d’un chauffe-eau solaire permet d’épargner annuellement l’équivalent de 200 litres de mazout ou 200 m3 de gaz (soit environ 2 000 kWh). Cela réduit d’une demi tonne les émissions en CO2.
- Une installation solaire de base comprend : Des capteurs solaires placés sur votre toit (de 1 à 1,5 m2 par personne suffit pour une installation pour une ou deux familles, et de 0,5 à 1 m2 pour une installation pour plusieurs familles), un réservoir de stockage d’eau chaude et un système de chauffage d’appoint pour la mauvaise saison.
- L’acquisition d’un système de base coûte en moyenne 5 500 € (TVA incluse), placement compris. Des primes sont en outre disponibles dont le montant varie selon les régions.
- En Europe en 2011, plus de 15 millions de m2 de capteurs seraient déjà installés[4].

#### Limitation des déperditions au niveau des canalisations
Il convient d'isoler au mieux les conduites pour éviter de perdre la chaleur et respectivement de réchauffer l'eau froide dans les canalisations.

#### Maintien des conduites sanitaires chaudes
L'eau se refroidit dans les canalisations. Si l'on veut assurer que les utilisateurs en bout de ligne aient de l'eau chaude rapidement, on peut installer un circulateur (ou pompe de circulation). Une autre technique est de placer le long des conduites un câble chauffant. Ces deux techniques augmentent un peu le confort, mais ont un coût énergétique important. Dans le but de réduire les dépenses énergétiques, il est judicieux de supprimer de tels dispositifs ou au moins de limiter au maximum les heures de fonctionnement grâce à une horloge, juste avant les heures d'utilisation ; ensuite, le débit est suffisant pour renouveler l'eau. La nuit, on estime que les besoins sont faibles et le système est généralement éteint.

#### Choix des corps de chauffe approprié
La source de chaleur dépend de la proximité avec les sources d'énergie. Le chauffe-eau électrique est le plus facile à installer, mais a un mauvais rendement énergétique. Le chauffe-eau thermodynamique a un rendement bien meilleur, COP d'environ 3,5. Le solaire thermique a un COP qui peut atteindre 500.

#### Décentralisation de la production d'eau chaude
Lorsque le robinet est trop éloigné du corps de chauffe, il peut s'avérer intéressant de décentraliser la production d'eau chaude.
On peut suivre cette règle : si la distance entre le chauffe-eau et le robinet le plus éloigné est supérieure à 8 mètres, l’installation d’un second chauffe-eau s’avérera à la longue plus rentable. De plus, l’eau chaude coulera bien plus vite de chaque robinet, sans qu’il soit nécessaire de faire d’abord couler plusieurs litres d’eau froide. On économise ainsi non seulement beaucoup d’eau potable, mais également de l’énergie.

#### Machine à laver le linge économe en énergie
Dans une machine à laver classique, l’eau est chauffée à l’électricité, ce qui représente environ 80 % de la consommation d’énergie de chaque lavage.
Par contre, dans les machines « hot-fill », l’eau chaude provient directement du chauffe-eau (qui fonctionne en général au gaz ou à l'électricité). Il est également possible, dans certaines conditions, de faire transformer votre ancienne machine en y plaçant un robinet mélangeur pour obtenir les mêmes capacités que cette nouvelle génération de machines.
Les machines hot-fill munies du label A présentent une consommation d’énergie de moitié inférieure à celle des machines à laver classiques (à remplissage à eau froide) du même label. Cette économie d'énergie au niveau de la machine est toutefois reporté en consommation supplémentaire du système de chauffe-eau. Il n'y a donc économie d'énergie réelle que si celui-ci est alimenté par une source renouvelable (solaire en général).
D'autre part :
- Le programme de prélavage, grand consommateur d’eau et d’énergie, n’est souvent pas nécessaire.
- Il est plus économique d’utiliser une machine à laver complètement remplie[2].
- Le rinçage est très souvent fait à froid.

### Lave-vaisselle économe en énergie
Comme pour une machine à laver le linge, l’eau est chauffée à l’électricité.
Le raccordement à l’eau chaude d'une source renouvelable est très rentable, puisque les lave-linges n'utilisent quasiment que de l'eau chaude lors des différents cycles.
Certaines machines ont deux alimentations (hot-fill). Si l'on a une installation solaire, il est intéressant de raccorder le lave-linge directement au robinet chaud. La seule limitation est que vu le faible besoin en eau à chaque cycle, on risque de ne prélever que de l'eau froide ou tiède.

### Protection Incendie
Développé plus loin

## Gros œuvre sanitaire
Une partie de l'installation sanitaire, appelée gros œuvre sanitaire, ou égouttage, est réalisée par les maçons, au moment de la création des fondations, vides ventilés, et caves.
Il s'agit des éléments d'égouts enterrés, les canalisations et raccordement à l'égout, les drainages, les éléments de traitement des eaux usées, les citernes à eau de pluie.

## Installations sanitaires

### Installations sanitaires privées
Salles de bains, toilettes, cuisines, dans les maisons individuelles et appartements

### Installations sanitaires accessibles au public
Hôpitaux, etc.

## Les appareils sanitaire
Accessoires
- Bouchon en caoutchouc ou bonde
- Clapet de vidage, coupe air
- Étagère ou tablette en porcelaine sanitaire, en matière synthétique ou en verre trempé
- Porte-essuies
- Porte-gobelet
- Siphon à godet ou siphon tube en laiton chromé ou en polypropylène chromé, protégé par colonne ou coquille
- Soupape
- Trop-plein

Toilettes
- WC sur pied ou WC suspendu en grès sanitaire

Accessoires pour toilettes
- Poignées murales fixe ou rabattable
- Porte rouleau papier WC en acier, acier inoxydable recouvert de Nylon, laiton ou matière synthétique
- Siège de WC en matière synthétique thermodurcissable ou en bois recouvert d'une matière synthétique

Urinoir
- Urinoir suspendu ou stalle

Bidet
- Bidet

Douche et Baignoires
- Douche en tôle d'acier émaillé, acrylique, ou en fonte
- Baignoire ou Baignoire sabot en tôle d'acier émaillé, acrylique, ou en fonte

Autres
- Bain tourbillon

Accessoires de baignoires et douche
- Les baignoires et douches sont posées sur pieds réglables ou berceau. Avec ou sans habillage et sont éventuellement insonorisées.
- Les douches peuvent être constituées d'une cuve intégrée au-dessus de laquelle un carrelage est placé.
- Pour la fermeture, rail et rideau de douche, ou, cloisons ou écran de douche avec porte en verre de sécurité
- Porte-essuies
- Porte-savons
- Sièges de douche

Lavabos
- Lavabo
- Lave-mains mural ou encastré

Évier
- Évier à poser ou encastré en inox ou en porcelaine sanitaire, simple ou double cuvette, égouttoir strié, y compris armoire basse. (Cuisine)

Vidoirs
- Vidoir en porcelaine sanitaire, acier émaillé, acier inoxydable, acrylique

Étanchéité
- Joints : silicone sanitaire, mastics

## Robinetterie

### Installations sanitaires privées

#### Robinetterie sanitaire
- Mélangeur
- Mitigeur
- Thermostatique
- Électronique
- À fermeture automatique

### Installations sanitaires publiques
Pour hôpitaux, cuisines industrielles, laboratoires...

## Production d'eau chaude
- Ballon d'eau chaude ou Boiler.
- Chauffe-eau gaz, électrique, solaire, pompe à chaleur.

## Protection incendie
La protection incendie dans les bâtiments publics ou les immeubles d'appartements est assurées par des dispositifs utilisant l'eau comme moyen d'extinction. Ils sont souvent alimentés par le réseau local de distribution d'eau.

## Interaction avec les autres disciplines de la construction

### Chauffage, ventilation
Les HVAC (Chauffage, ventilation et climatisation) traitent de la ventilation et du chauffage des locaux sanitaires.
Dans une ventilation mécanique contrôlée, les locaux sanitaires sont placés en dépression pour que l'air qu'ils contiennent, vicié et chargé en humidité ne se propage pas aux autres pièces de la maison.

### Installation électrique
Dans les locaux humides, on utilise uniquement du matériel qui satisfait au degré de protection réglementaire. L'implantation des matériels électrique par rapport aux appareils sanitaires est également réglementée.